# Анна Томова-Синтова
Анна Томова-Синтова е българска оперна певица (сопран), работила през голяма част от кариерата си в Германия.

## Биография и творчество
Анна Томова-Синтова е родена на 22 септември 1941 г. в Стара Загора в семейството на учител и певица в операта, където едва четиригодишна участва като детето на Чо-чо-сан в „Мадам Бътерфлай“ на Джакомо Пучини. Като дете взима уроци по акордеон и пиано. Завършва СОУ „Иван Вазов“.
През 1958 г. печели национален певчески конкурс, а малко след това постъпва в Държавната консерватория в София, където учи при Георги Златев-Черкин, а през последната си година при сопраното Катя Спиридонова. Дебютира на 8 юли 1965 г. в Старозагорската опера като Татяна в „Евгений Онегин“ на Пьотър Чайковски.
Веднага след това Синтова започва работа в Лайпцигската опера в тогавашна Източна Германия, където работи с режисьора Йоахим Херц. Там тя подготвя главната роля в „Арабела“ на Рихард Щраус, с която поставя началото от поредица от роли, които ѝ създават репутацията на най-добрата изпълнителка на Щраусови роли. През 1971 г. печели първата награда на престижния певчески конкурс в Рио де Жанейро.
От 1972 г. Анна Томова-Синтова работи в Берлинската опера. Там тя продължава да разширява репертоара си с оперни роли в „Сватбата на Фигаро“, „Така правят всички“, „Ариадна на Наксос“, „Аида“, „Тоска“, „Кавалерът на розата“, „Евгени Онегин“ и др. Първата ѝ международна изява (извън Германия) е през 1973 г. в Париж в Реквиема на Верди, а няколко месеца след това пее в „Отело“ във Виена. През 1975 г. за дебютира в миланския театър „Ла Скала“ и в лондонския „Ковънт Гардън“.
През 1973 г. гласът на Синтова е чут от прочутия диригент Херберт фон Караян на изпълнението ѝ в световната премиера на операта „De temporum fine comoedia“ от Карл Орф на Летния фестивал в Залцбург. През 1975 г. участва с малка роля под негово диригентство, а от следващата година започва продължителната ѝ съвместна работа с Караян, с когото до смъртта му през 1989 г. обикаля световните концертни зали (включително тази в Япония и САЩ). По това време осъществява много аудио и видеозаписи.
Изпълненията ѝ на Залцбургския фестивал заедно с Караян бележат много важен момент в кариерата на Синтова. От 1973 до 1991 г. тя е постоянен гост на Фестивала, където пее заедно с Берлинската и Виенската филхармонии. Под диригентството на Караян тя изпълнява Елза, Графинята, Донна Анна, както и много концертни пиеси като „Последните четири песни“ на Щраус и реквиемите на Верди, Моцарт и Брамс. Тези изпълнения са записани, а една част от тях и филмирани, като достигат до триумф в „Кавалерът на Розата“ през 1984 година с Караян. Това изпълнение е филмирано и издадено на видеокасета, а по-късно на DVD. През 1985 и 1986 продължава с изпълненията си в ролята на Графиня Маделина от операта „Капричо“ под диригентството на Хорст Щайн. Изпълненията ѝ са съживени и излъчени по телевизията през 1990 г. След като присъства на една от репетициите за Капричо, Караян веднага решава да запише финалния монолог (за пръв път) заедно с „Четирите последни песни“. За записа, който печели множество награди, той казва: „Анна ни остави една образцова интерпретация на тези две творби“.
Анна Томова-Синтова е известна с артистизма си, изпълнявайки както германския, така и италианския си репертоар, в които постепенно задълбочава характерните черти на отделните персонажи. През 1995 г. в Цюрих прави дебюта си като Норма в едноименната опера на Белини. Представлението има грандиозен успех. Триумфът ѝ се повтаря през 1998 г., когато за пръв път изпълнява Сантуца от „Селска чест“ в Берлинската опера и Саломе по време на откриването на сезона в Барселона. Там през 1999 за пръв път в кариерата си изпълнява и Турандот.
На 23 септември 2001 г. Синтова отбелязва 35 години на сцената с изпълнение (премиерно за нея) на Аида в Софийската опера. През 2002 г. прави турне из Европа. Също така прави серия от оперни и концертни изпълнения на „Бал с маски“ и „Дон Карлос“ от Верди. В края на същата година печели овациите на публиката в Токио с ролята си на Елизабета. През февруари 2003 г. Синтова се завръща в Токио за нов галаконцерт, билетите за който биват напълно разпродадени.
г.
През 2006 г. Синтова се включва в честването на 250 години от рождението на Моцарт като участва в две изпълнения на негови творби в България – на 25 февруари – концертно изпълнение на „Сватбата на Фигаро“, а на 22 май – в „Реквием“ под палката на световноизвестния диригент Генадий Рождественски.

## Значими роли
- Винченцо Белини: Норма (Норма)
- Умберто Джордано: Мадалена (Андре Шение)
- Волфганг Амадеус Моцарт: Донна Анна (Дон Жуан); Графинята (Сватбата на Фигаро)
- Джакомо Пучини: Тоска (Тоска); Турандот (Турандот)
- Рихард Щраус: Маршалката (Кавалерът на Розата); Ариадна (Ариадна на Наксос); Арабела (Арабела)
- Пьотр Чайковски: Татяна (Евгени Онегин)
- Джузепе Верди: Аида (Аида); Дездемона (Отело); Елизабет (Дон Карлос); Виолета (Травиата)